# Bomolocha narratalis
Bomolocha narratalis är en fjärilsart som beskrevs av Walker 1859. Bomolocha narratalis ingår i släktet Bomolocha och familjen nattflyn. Inga underarter finns listade i Catalogue of Life.